# Cabézon de Carabaya
Eubucco tucinkae
Espèce
Statut de conservation UICN

 LC  : Préoccupation mineure
Le Cabézon de Carabaya (Eubucco tucinkae) est une espèce d'oiseaux appartenant à la famille des Capitonidae, dont l'aire de répartition s'étend du Pérou à la Bolivie et au Brésil.